# 홈 스위트 홈 (2012년 영화)
"홈 스위트 홈"은 2012년에 개봉한 대한민국의 영화이다.

## 캐스팅
- 김영훈 : 태수 역
- 유애경 : 세라 역
- 이광수 : 신욱 역
- 백설아 : 연주 역
- 김종수 : 마 선생 역
- 김범준 : 박수혁 역
- 백승현 : 형사 1 역